# Kei Sakamoto
Kei Sakamoto (坂本 敬 Sakamoto Kei?), född 5 juli 2001 i Tottori prefektur, är en japansk fotbollsspelare.
Sakamoto började sin karriär 2020 i Gainare Tottori.